# Ontario Hockey League
Ontario Hockey League, OHL (fr. Ligue de Hockey de l'Ontario, LHO - pol. Liga Hokeja Ontario) – jeden z trzech głównych młodzieżowych szczebli hokejowych należący do rozgrywek Canadian Hockey League (CHL).
Liga została założona w 1980 roku. Występuje w niej 20 zespołów: 17 kanadyjskich z prowincji Ontario w Kanadzie oraz 3 amerykańskie – dwie ze stanu Michigan i jedna ze stanu Pensylwania. Zwycięska drużyna w OHL otrzymuje trofeum J. Ross Robertson Cup.
Po zakończeniu sezonu właściwego mistrz ligi rywalizuje ze zwycięzcami dwóch pozostałych szczebli CHL z lig Western Hockey League (WHL) i Quebec Major Junior Hockey League (QMJHL) o trofeum Memorial Cup za triumf w całych rozgrywkach CHL (w turnieju uczestniczy także wybierany gospodarz imprezy).

## Historia
Juniorskie rozgrywki hokejowe w prowincji Ontario swoje początki ma w roku 1896. Organizatorem rozgrywek został Hokejowy Związek Ontario. Od tej pory zauważalny jest podział na cztery ery w organizacji młodzieżowego hokeja. W 1933 roku podzielono ligę. Powstał dwupoziomowy system rozgrywek, który przetrwał do 1972 roku. Wtedy to z wyższej ligi powstały dwie grupy (Tier I oraz Tier II). W 1974 roku Tier I odseparowała się od organizowanych przez Hokejowy Związek Ontario rozgrywek, tworząc własne, które nazwano Ontario Major Junior Hockey League (OMJHL). W 1980 roku liga ta zmieniła nazwę na Ontario Hockey League.

## Terminarz
Każda z 20 drużyn ligi OHL rozgrywa 68 meczów sezonu zasadniczego w ciągu 6 miesięcy od trzeciego tygodnia września do trzeciego tygodnia marca. 90% meczów zaplanowane są pomiędzy czwartkiem, a niedzielą. Spowodowane jest to tym, iż zawodnikami drużyn są chłopcy w wieku od 15 do 20 lat z których 95% chodzi do liceum, bądź college’u. Mecze rozgrywane pod koniec tygodnia mają nie przeszkadzać zawodnikom w nauce.
Po zakończenie sezonu zasadniczego rozpoczyna się walka o mistrzostwo ligi w fazie playoff, która rozgrywana jest w czterech rundach (ćwierćfinał konferencji, półfinał konferencji, finał konferencji oraz mistrzostwo OHL). Playoffy trwają od marca do pierwszej połowy maja. Zwycięzcy ostatniej czwartej rundy dostaje przechodni puchar J. Ross Robertson Cup oraz prawo do gry w finale Canadian Hockey League, czyli Memorial Cup w którym uczestniczą również pozostali zwycięzcy młodzieżowych lig kanadyjskich oraz drużyna gospodarza turnieju.

## Obecni uczestnicy ligi

Rozmieszczenie na mapie uczestników ligi OHL

| Ontario Hockey League |                             |                           |                                        |
| Konferencja wschodnia |                             |                           |                                        |
| Dywizja               | Drużyna                     | Miasto                    | Lodowisko                              |
| Wschodnia             | Hamilton Bulldogs           | Hamilton, Ontario         | FirstOntario Centre                    |
| Wschodnia             | Kingston Frontenacs         | Kingston, Ontario         | K-Rock Centre                          |
| Wschodnia             | Oshawa Generals             | Oshawa, Ontario           | General Motors Centre                  |
| Wschodnia             | Ottawa 67’s                 | Ottawa, Ontario           | Ottawa Civic Centre                    |
| Wschodnia             | Peterborough Petes          | Peterborough              | Peterborough Memorial Centre           |
| Centralna             | Barrie Colts                | Barrie, Ontario           | Barrie Molson Centre                   |
| Centralna             | Mississauga Steelheads      | Mississauga, Ontario      | Hershey Centre                         |
| Centralna             | Niagara IceDogs             | St. Catharines, Ontario   | Gatorade Garden City Complex           |
| Centralna             | North Bay Battalion         | North Bay, Ontario        | North Bay Memorial Gardens             |
| Centralna             | Sudbury Wolves              | Sudbury, Ontario          | Sudbury Community Arena                |
| Konferencja zachodnia |                             |                           |                                        |
| Dywizja               | Drużyna                     | Miasto                    | Lodowisko                              |
| Środkowozachodnia     | Erie Otters                 | Erie, Pensylwania         | Louis J. Tullio Arena                  |
| Środkowozachodnia     | Guelph Storm                | Guelph, Ontario           | Sleeman Centre                         |
| Środkowozachodnia     | Kitchener Rangers           | Kitchener, Ontario        | Kitchener Memorial Auditorium Complex  |
| Środkowozachodnia     | London Knights              | London, Ontario           | John Labatt Centre                     |
| Środkowozachodnia     | Owen Sound Attack           | Owen Sound, Ontario       | Bayshore Community Centre              |
| Zachodnia             | Flint Firebirds             | Flint, Michigan           | Dort Federal Credit Union Event Center |
| Zachodnia             | Saginaw Spirit              | Saginaw, Michigan         | The Dow Event Center                   |
| Zachodnia             | Sarnia Sting                | Sarnia, Ontario           | Sarnia Sports and Entertainment Centre |
| Zachodnia             | Sault Ste. Marie Greyhounds | Sault Ste. Marie, Ontario | Essar Centre                           |
| Zachodnia             | Windsor Spitfires           | Windsor, Ontario          | WFCU Centre                            |

## Rekordy ligi
Rekordy indywidualne

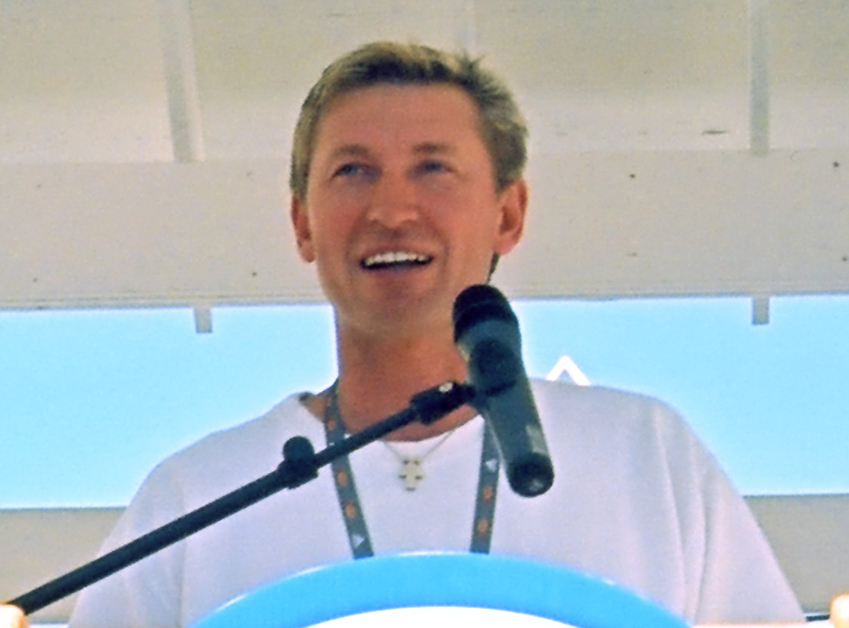
Wayne Gretzky zdobywca największej liczby punktów w sezonie jako debiutant.

- Najwięcej bramek w sezonie: 87, Ernie Godden, 1980–81
- Najwięcej asyst w sezonie: 123, Bobby Smith, 1977–78
- Najwięcej punktów w sezonie: 192, Bobby Smith, 1977–78
- Najwięcej minut kar w sezonie: 384, Mike Moher, 1981–82
- Najwięcej zdobytych punktów w sezonie jako debiutant: 182, Wayne Gretzky, 1977–78
- Najwięcej punktów zdobytych w sezonie jako obrońca: 155, Bryan Fogarty, 1988–89

Rekordy drużynowe
- Najwięcej zwycięstw w sezonie : 59, London Knights, 2004–05
- Najwięcej punktów w sezonie: 120, London Knights, 2004–05
- Najwięcej bramek w sezonie: 469, Toronto Marlboros, 1974–75
- Najmniejsza liczba straconych bramek w sezonie: 125, London Knights, 2004–05

## Puchary i trofea
Trofea drużynowe
- J. Ross Robertson Cup – Mistrz OHL
- Bobby Orr Trophy – Mistrz Playoff Konferencji Zachodniej
- Wayne Gretzky Trophy – Mistrz Playoff Konferencji Wschodniej
- Hamilton Spectator Trophy – Mistrz sezonu zasadniczego
- Leyden Trophy – Mistrz dywizji Wschodniej
- Emms Trophy – Mistrz dywizji Centralnej
- Holody Trophy – Mistrz dywizji Midwest
- Bumbacco Trophy – Mistrz dywizji Zachodniej

Trofea kierownictwa
- Matt Leyden Trophy – Najlepszy trener roku OHL
- OHL Executive of the Year – Ekskluzywna jednostka ligi
- Bill Long Award – Wybitny wkład w ligę

Trofea indywidualne
- Red Tilson Trophy – nagroda dla najwybitniejszego zawodnika
- Eddie Powers Memorial Trophy – nagroda dla najskuteczniejszego zawodnika w punktacji kanadyjskiej
- Jim Mahon Memorial Trophy – nagroda dla  najlepszego skrzydłowego
- Max Kaminsky Trophy – nagroda dla  najlepszego obrońcy
- OHL Goaltender of the Year – nagroda dla Najlepszego bramkarza
- Jack Ferguson Award
- Dave Pinkney Trophy – nagroda dla bramkarza z najniższą średnia straconych branek
- Emms Family Award – nagroda dla najlepszego debiutanta
- F.W. "Dinty" Moore Trophy – nagroda dla najlepszego bramkarza z najniższym GAA, który rozegrał co najmniej 1320 minut
- Dan Snyder Memorial Trophy – nagroda dla najbardziej humanitarnego zawodnika
- William Hanley Trophy – nagroda dla najbardziej uczciwego zawodnika
- Leo Lalonde Memorial Trophy
- Bobby Smith Trophy
- Roger Neilson Memorial Award
- Ivan Tennant Memorial Award
- Wayne Gretzky 99 Award – nagroda dla najbardziej wartościowego zawodnika fazy playoff
- Mickey Renaud Captain's Trophy – nagroda dla "Kapitana drużyny, który najlepiej ilustruje... charakter i zobowiązanie."[1]